# Macrobrachium quelchi
Macrobrachium quelchi is een garnalensoort uit de familie van de Palaemonidae. De wetenschappelijke naam van de soort is voor het eerst geldig gepubliceerd in 1900 door De Man.